# Krakoa
 Krakoa é um personagem das histórias em quadrinhos do Universo Marvel, publicadas pela Marvel Comics. Sendo literalmente uma "Ilha Viva", localizada no Oceano Pacífico, se trata de um ecossistema consciente, apto a comandar toda a matéria presente em sua estrutura, moldando-a como bem entender. Sua criação se deve a radiação emanada de testes atômicos na área, que alteraram o ecossistema da ilha tornando-o um ser composto da união de todo este ecossitema e, dotando-o de consciência e inteligência superior. Seu nome foi baseado no real vulcão indonésio Krakatoa. Foi criada por Len Wein e Dave Cockrum
Apesar de ter aparecido no "universo principal" da Marvel apenas uma vez (em Giant-Size X-Men #1), a Ilha teve papel primordial, pois foi ela a responsável pela captura dos X-Men Originais, o que forçou Xavier a recrutar novos alunos (personagens como Wolverine, Colossus, Noturno e Tempestade, que se tornariam alguns dos personagens mais populares da Marvel Comics).
A partir de 2019 até atualmente, Krakoa teve uma grande mudança em seu status quo nas mãos do roteirista Jonathan Hickman. A ilha serve agora como um estado-nação aberto para todos os mutantes (mas fechado para outros seres não-convidados), comandada por Charles Xavier, Magneto e vários outros líderes da mutantade.

## Histórico
Krakoa era originalmente uma pequena ilha localizada no Oceano Pacífico, quando foram realizados vários testes nucleares em suas localidades. A radiação resultante alterou o DNA do ecossistema, transformando-o em um ser único, consciente e inteligente, com fome de energia.
Em sua primeira aparição, ela foi detectada como um mutante pelo computador Cérebro, o que fez com que Charles Xavier enviasse os X-Men Originais (Ciclope,Fera, Homem de Gelo, Garota Marvel e Anjo) e mais Polaris ao seu encontro. Chegando lá, eles são facilmente capturados pela entidade, que passa a se alimentar de suas energias.
Tencionando capturar mais mutantes, a ilha liberta Ciclope que, desorientado volta à Mansão X. Xavier então, toma uma decisão drástica: entra em contato com uma nova geração internacional de mutantes (que ele já estudava havia tempos), tencionando montar uma força tarefa que salvasse seus alunos originais. Foram eles: Colossus, Noturno, Tempestade,Solaris, Pássaro Trovejante, Banshee e Wolverine.
Apesar da falta de entrosamento da equipe, eles voltam à ilha sob a liderança de Ciclope e, com os poderes conjuntos da Garota Marvel, Polaris, Tempestade e Ciclope, eles conseguem isolar a ilha para o espaço sideral. Após essa batalha, a equipe sofreu forte reformulação (com a saída da maioria dos membros originais), assumindo sua popularidade crescente até os dias atuais. Quanto à Krakoa, ela foi aparentemente capturada pela entidade cósmica conhecida como Estranho, tendo sido avistada pelo herói Quasar quando este visitou um dos seus "planeta-laboratório".
Posteriormente, foi revelado que Krakoa na verdade fazia parte de uma terra ainda maior chamada Okkara, há muitos séculos. Arakko foi atacada por uma horda demoníaca de Amenth, sendo literalmente cortada ao meio pela Espada do Crepúsculo e se dividindo entre as terras de Krakoa e Arakko. Apocalypse e seus cavaleiros conseguiram selar a horda inimiga, mas fazendo com que Arakko e os cavaleiros fossem selados juntos.

### X-Men: Gênese Mortal
No ano de 2006 foi revelado nos quadrinhos que a equipe de resgate que deu origem à segunda geração de X-Men (Noturno, Wolverine, Pássaro Trovejante, Tempestade e Colossus) não foram os primeiros a irem à Krakoa. Um outro grupo (alunos de Moira McTaggert) havia sido mandado anteriormente, compunham esta equipe: Vulcano, Darwin, Reprise e Petra. As ações do Professor levaram este grupo a morte de Reprise e Petra. Isso deu continuidade à tendência de mostrar que a maioria das ações e planos do Professor Xavier nunca foram totalmente revelados aos X-Men.

## Poderes e habilidades
Em sua concepção original, Krakoa era uma criatura de considerável poder: tendo as dimensões de uma ilha, possuia enorme poder físico, sendo também capaz de manipular toda a flora e fauna presentes originalmente em sua área. Além disso possuía poderes psíquicos comparáveis ao do Professor X.